# 施萊恩湖
47°36′44″N 9°38′3″E / 47.61222°N 9.63417°E

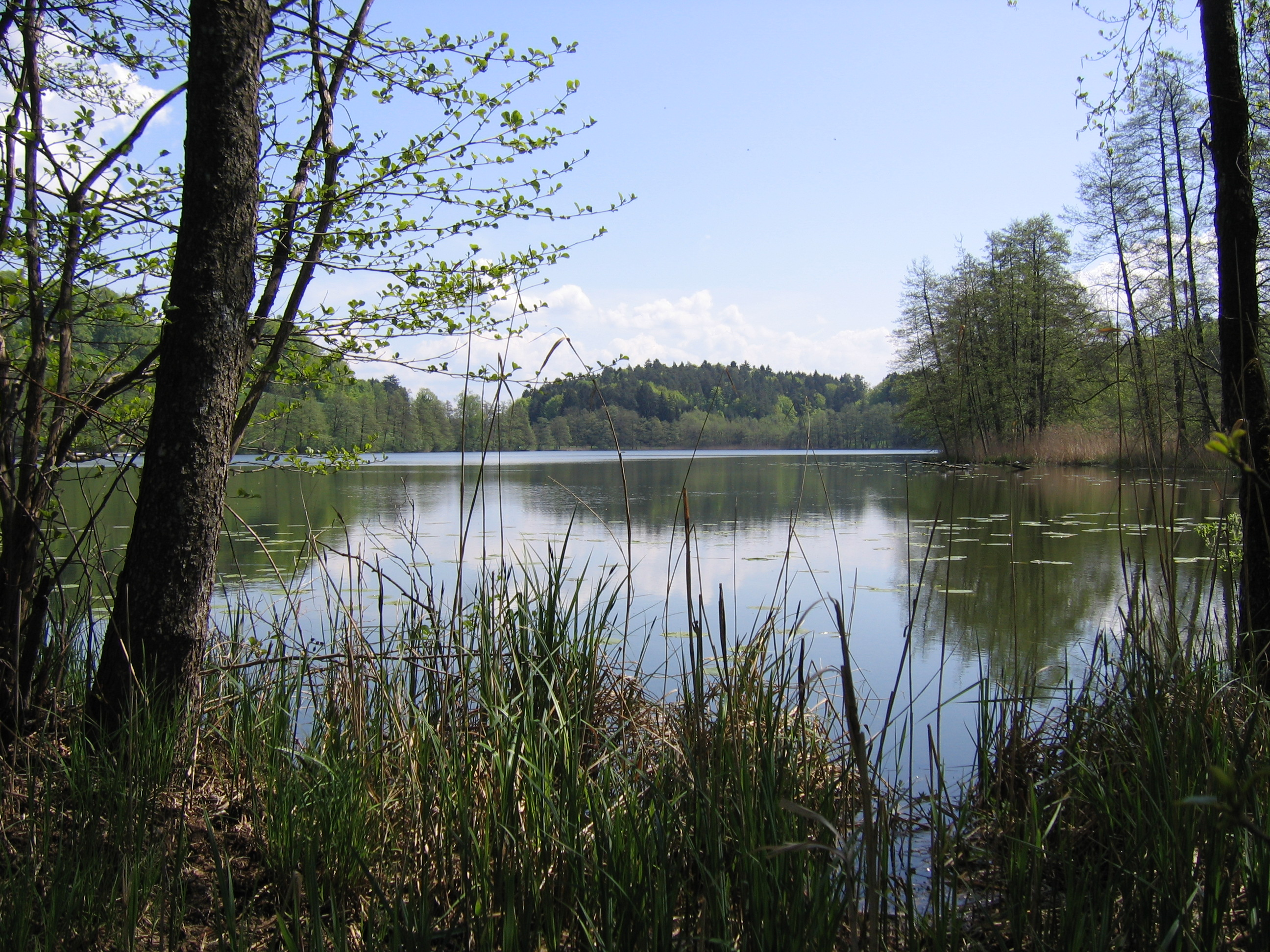

施萊恩湖（德語：Schleinsee），是德國的湖泊，位於該國西南部，由巴登-符騰堡州負責管轄，處於博登湖畔克雷斯布龍，面積0.14平方公里，海拔高度474米，平均水深6.2米，最大水深12.1米，水體容量97萬立方米。